# 川北脆蒴报春
川北脆蒴报春（学名：Primula hoffmanniana），为报春花科报春花属下的一个植物种。